# Montijo, Portugal
Montijo (portugisiskt uttal: [mõˈtiʒu]
 ( lyssna)) är en stad och kommun i sydvästra Portugal. Den ligger på Tejo-flodens södra bank, mittemot Lissabon.

Montijos kommundelar.

Kommunen har 51 222 invånare (2020) och en yta på 348 km². Den är belägen i Setúbal-distriktet, en del av Storstadsområdet Lissabon. Den består av 5 kommundelar (freguesias). Den är geografiskt osammanhängande och består av två delar: en huvuddel i väst med 53 km², i vilken själva staden Montijo ligger, och en sekundär del i öst med 291 km², cirka 20 km längre bort.

## Bilder

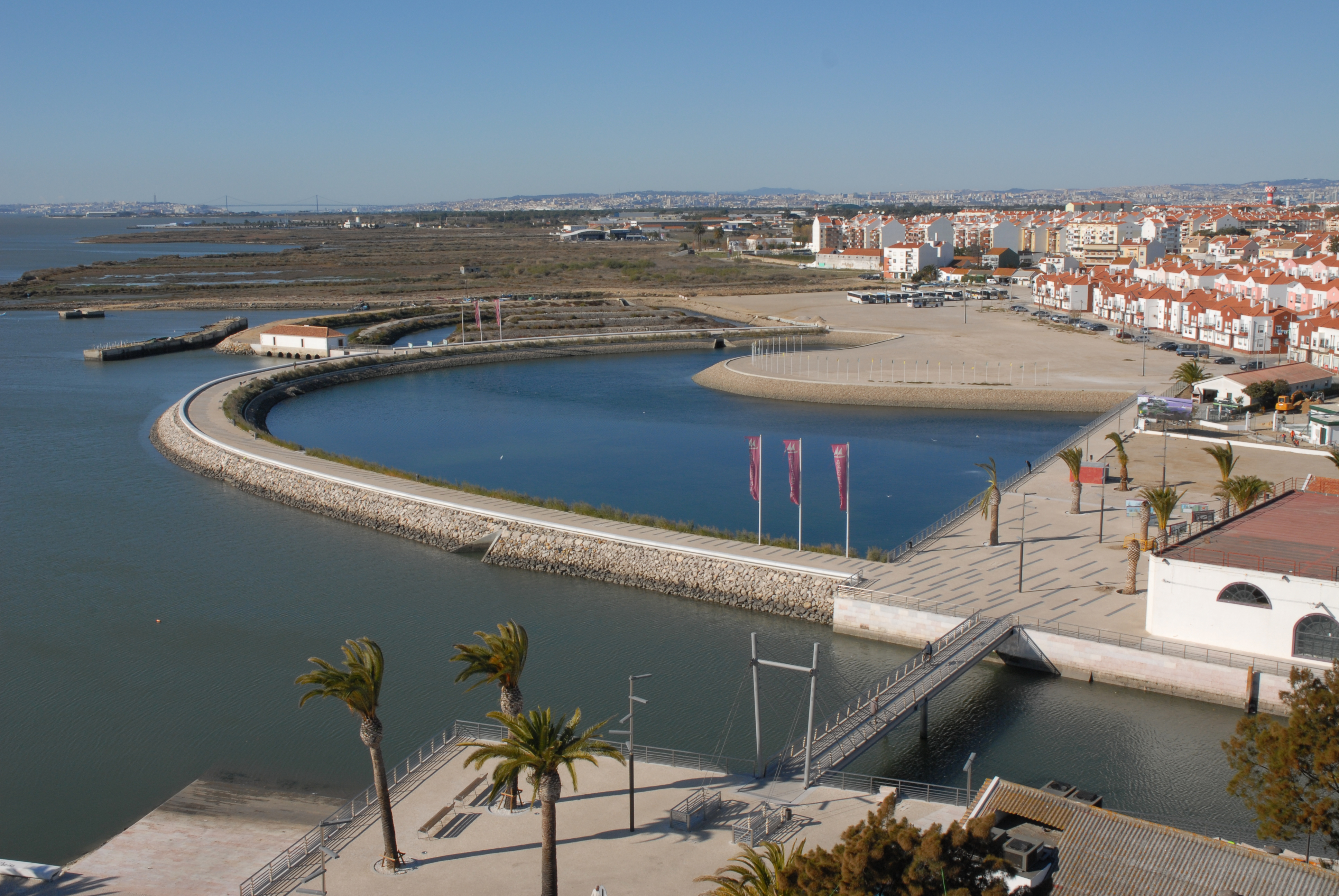
Montijos möte med floden Tejo
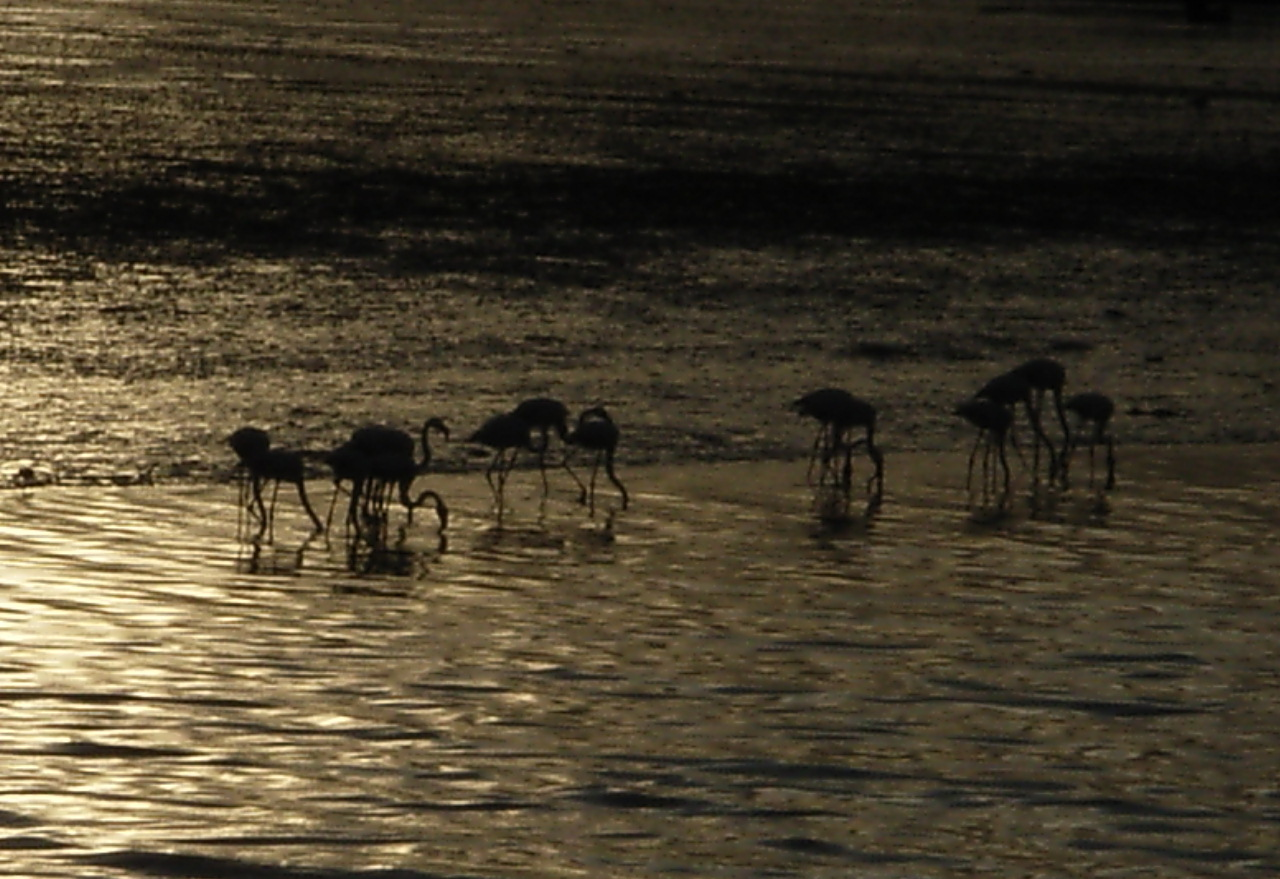
Flamingor
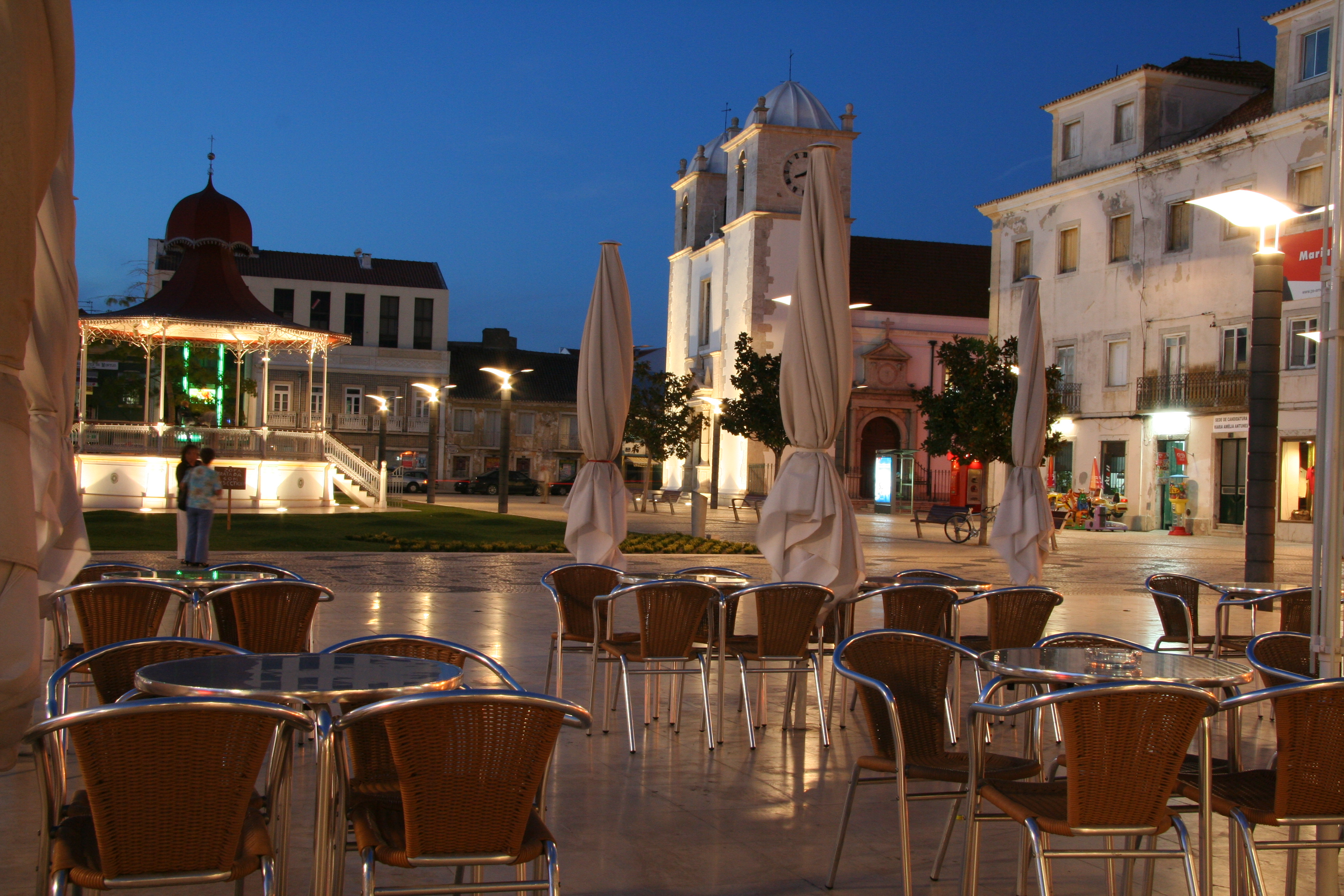
Stadens centrum på kvällen
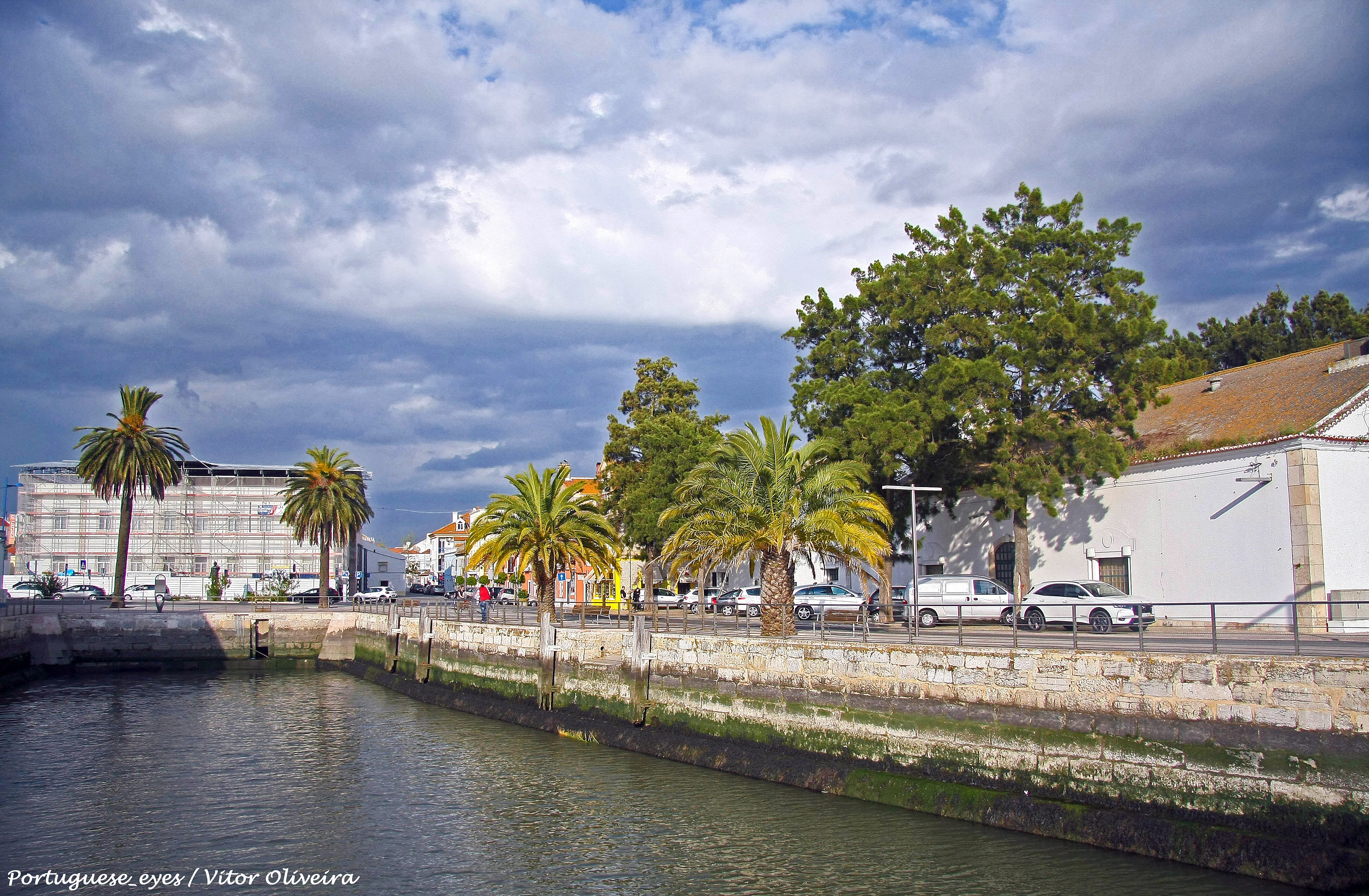
Hamnen
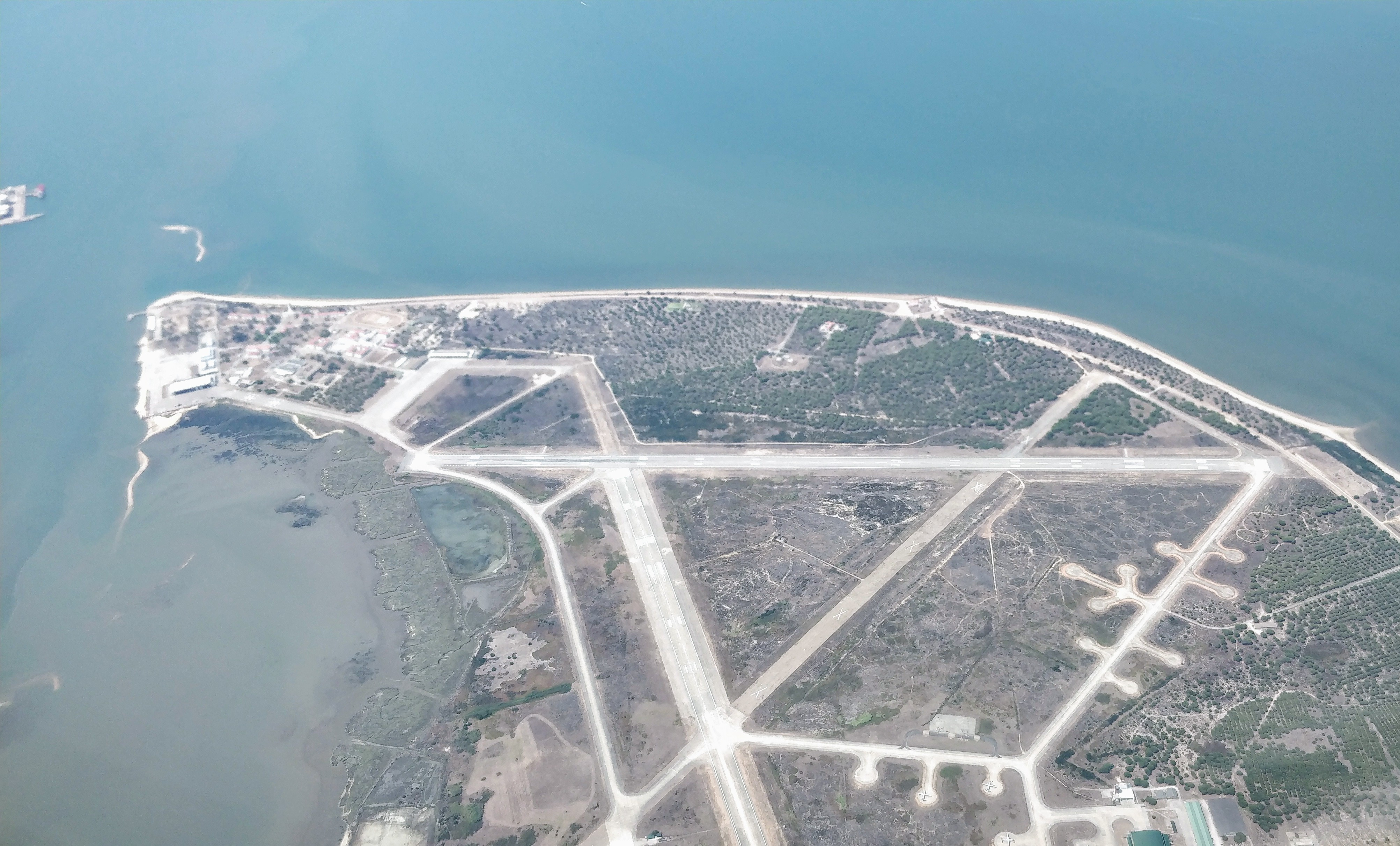
Flottiljflygplatsen i Montijo.